# Furkota-csúcs
A Furkota-csúcs (szlovákul Furkotský štít) 2404 méter magas hegycsúcs a Magas-Tátrában. 
A Furkota-völgyből szép, süveg alakú csúcsnak mutatkozik.
A Furkota-csúcs a valóságban nem más, mint végpontja a Triumetaltól közel vízszintesen délre futó gerincnek, amely innen két ágra szakadva, DK felé a Lorenz-hágóhoz, DNy felé pedig a Furkota-hágóhoz lejt. Az előbbi hágó a Nagy-Szoliszkótól, az utóbbi pedig az Osztrától választja el. A Triumetal felé (északra) húzódó összekötő gerinc nem mutat fel hágószerű horpadást. Dacára alárendelt voltának, kedvező helyzeténél fogva – mint a Malompataki-völgy (Mlinica-völgy), a Furkota-völgy és a Nefcer-völgy felett emelkedő csúcs – igen szép kilátással bír s minthogy emellett egész könnyen elérhető, különösen kevésbé gyakorlottak részére, magában is érdemes a meglátogatása. Gyakorlottak ne mulasszák el az összekötő gerincen a Triumetalra is átmenni, amelynek kilátása még szebb és kiterjedtebb!

## Külső hivatkozások
- A Furkota-csúcs megmászási útvonalai